# NGC 124
NGC 124 je galaksija u zviježđu Kit.

## Vanjske poveznice
- SEDS: NGC 0124